# 타이론 혼즈
타이론 혼즈(1970년 11월 2일 ~ )는 전 SK 와이번스 소속 야구선수이다.

## 마이너리그 시절
1989년 드래프트를 통해 몬트리올 엑스포스에 입단한 이후 여러 팀을 돌며 주로 더블A에서 뛰었으며, 메이저리그에 올라가지는 못했다.
1998년 더블A에서 사이클링 홈런을 기록하였다.

## KBO리그 시절
1999년 시즌 종료 후 쌍방울 레이더스에 입단했다. 그러나 쌍방울 레이더스가 그 해 해체되자 신생 구단인 SK 와이번스로 인계되었다. 등번호는 37번. 2000년 SK 와이번스 선수로 뛰며 0.317의 타율을 기록하며 좋은 타격과 파워를 보여주었지만, 주루와 수비 능력이 현저히 낮아 5월에 퇴출되었다.

## 독립리그 시절
2001년에 독립리그에서 뛴 후 은퇴했다.